# Коритниці
Коритниці (словен. Koritnice) — поселення в общині Ілірська Бистриця, Регіон Нотрансько-крашка, Словенія. Висота над рівнем моря: 631,4 м.